# Метелєв Василь Петрович
Василь Петрович Метелєв (рос. Василий Петрович Метелев; 26 грудня 1913 — 16 червня 2012) — Герой Радянського Союзу (1944), учасник німецько-радянської війни.

## Біографія
Народився 26 грудня 1913 року в селі Тугулимі (нині селище міського типу Свердловській області) в родині селянина. Росіянин. Після закінчення 10 класів школи пішов працювати до колгоспу. Пізніше стане бригадиром тракторної бригади, та потім завідувачем відділом в Тугулимському райкомі комсомолу.
З 1932 року у Червоній Армії. Після закінчення полкової школи у Сталінграді був направлений до Ленінградського військового училища танкових техніків яке закінчив у 1936 році. Член ВКП(б) з 1938 року. Проходив службу у Харкові, пізніше у Житомирі. Брав участь у Бесарабському та Польському походах РСЧА.
Німецько-радянську війну зустрів у червні 1941 року, старшим лейтенантом, на посаді командира роти з ремонтно-відновлювального танкового батальйону. З боями відступав з Дрогобича через Броди, Пирятин та Київ. Невдовзі на основі його обезкровленої 15-ї танкової дивізії була сформована 4-а танкова бригада яку очолив полковник Катуков.
У 1942 році у Ташкенті закінчив командний факультет пришвидшених курсів при Військовій академії бронетанкових і механізованих військ. Опісля направлений в 88-у танкову бригаду під командуванням полковника Сергєєва, котра взяла участь в Острогозько-Россошанській операціЇ, та пізніше у битві за Харків, де В. П. Метелєв був важко поранений ворожою кулею в груди.

Могила Василя Метелєва, Берковецьке кладовище

Пізніше, вже на посаді Начальник штабу 56-ї гвардійської танкової бригади (7-й гвардійський танковий корпус, 3-я гвардійська танкова армія, 1-й Український фронт) гвардії майор Василь Метелєв в боях за місто Київ 4 листопада 1943 року очолив групу танків, прорвав ворожу оборону і, здійснивши рейд в тил ворога біля села Святошиного (нині в межах міста Києва), вийшов на шосе Київ—Житомир, відрізавши шляхи відходу противнику.
Під Вінницею, неподалік від штабної землянки 54-ї танкової бригади, був важко поранений осколком у коліно, після чого медики мусили провести ампутацію ноги.
З 1945 року підполковник В. П. Метелєв у запасі. У 1961 році закінчив юридичний факультет Київського державного університету. Жив у Києві. Працював в Міністерстві автотранспорту УРСР. Помер 16 червня 2012 року. Похований в Києві на Берковецькому міському кладовищі (ділянка № 86).

## Нагороди і почесні звання
10 січня 1944 року Василю Петровичу Метелєву присвоєно звання Героя Радянського Союзу. Нагороду отримував у Москві, де під час урочистостей, за словами В. П. Метелєва він послизнувся на слизькому паркеті і на своє нещастя і невдоволення оточуючих високопосадовців важко впав, проте один з них допоміг йому звестися.
Також нагороджений:
- орденом Леніна
- орденом Червоного Прапора
- орденом Вітчизняної війни 1 ступеня
- орденом Вітчизняної війни 2 ступеня
- Українським орденом Богдана Хмельницького 3-го ступеня[2]
- медалями